# Норелиус, Марта
Марта Мария Норелиус (англ. Martha Maria Norelius; 22 января 1909, Стокгольм — 25 сентября 1955, Сент-Луис, Миссури) — американская пловчиха, трёхкратная олимпийская чемпионка.

## Биография

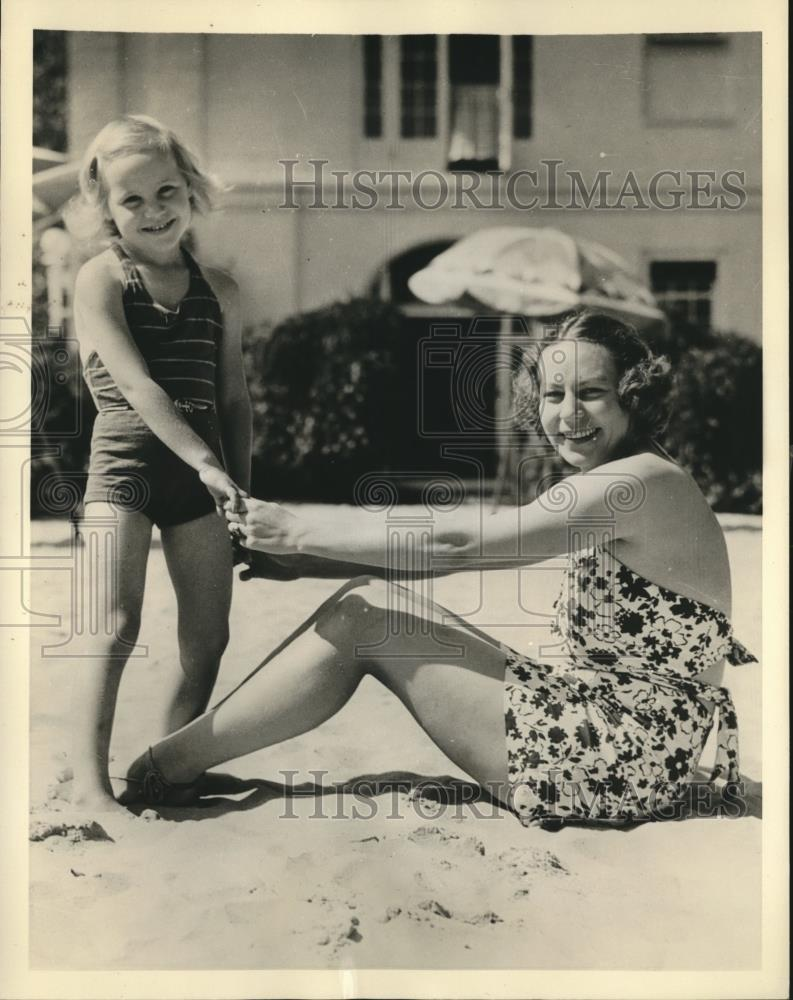
Марта Норелиус в 1936 году с дочерью Дайан

Марта Мария Норелиус родилась в 1909 году в Стокгольме в семье пловца Чарльза Норелиуса (1882—1974), чемпиона Швеции и участника Олимпийских игр 1906 года. Он был её тренером. В 1912 году они переехали в США. На Олимпийских играх 1924 года Норелиус победила на дистанции 400 м вольным стилем, установив новый мировой рекорд. На Олимпийских играх 1928 года она повторила своё достижение. Также она в составе сборной США завоевала золотую медаль в эстафете 4×100 м вольным стилем. Она стала первой американкой, победивших на двух различных Олимпийских играх.
Норелиус установила 30 американских и 19 мировых рекордов. Она была трижды замужем. В 1926 году вышла замуж за Вирта Макалистера. В 1929 году она победила на марафоне 10 миль в Торонто. Здесь она познакомилась с гребцом Джозефом Райтом-младшим, серебряным призёром Олимпийских игр 1928 года. Они поженились в 1930 году, у них родились две дочери. В 1943 году вышла замуж за Алансона Брауна, от него у неё были три дочери.
Марта скончалась в 1955 году в Сент-Луисе на 47-м году жизни после операции на желчном пузыре. В 1967 году она была посмертно включена в Зал Славы мирового плавания. Награду получили её родители.